# Ophiomyia verbasci
Ophiomyia verbasci är en tvåvingeart som beskrevs av Cerny 1991. Ophiomyia verbasci ingår i släktet Ophiomyia och familjen minerarflugor. Inga underarter finns listade i Catalogue of Life.